# Samern
Samern è un comune di 717 abitanti della Bassa Sassonia, in Germania.
Appartiene al circondario della Contea di Bentheim (targa NOH) ed è parte della comunità amministrativa (Samtgemeinde) di Schüttorf.